# 니콜라스 혹스무어
니콜라스 혹스무어(영어: Nicholas Hawksmoor, 1661년 ~ 1736년 3월 25일)는 잉글랜드의 건축가이다. 17세기 후반부터 18세기 초반까지 영국 바로크 건축을 이끌었으며 당대 최고의 건축가였던 크리스토퍼 렌, 존 밴브루와 함께 시대를 대표하는 건물을 설계했다. 그가 참여한 프로젝트에는 세인트폴 대성당, 렌의 여러 교회 건물, 그리니치 병원, 블레넘궁, 하워드성 등이 있다. 일부 건물의 경우, 혹스무어가 홀로 설계했다는 사실이 최근에 들어서야 밝혀졌다. 그의 건축은 20세기 많은 문인들에게 영향을 끼쳤다.

## 생애
1661년 노팅엄셔주에서 농사를 짓고 사는 요먼 가족의 아들로 태어났다. 그의 출생지는 이스트드레이턴 혹은 랙널로 추정된다. 사망하면서 유산으로 랙널 근처의 부동산과 그레이트드레이턴의 토지와 집을 남겼다. 학력에 관해 알려진 것은 없지만 기본적인 읽기•쓰기보다 더 높은 수준의 교육을 받은 것으로 추정된다.

### 도제 생활
18세 때 그의 재능을 알아본 크리스토퍼 렌의 사무소에서 경력을 시작했다. 아직까지 남아있는 혹스무어의 스케치북은 노팅엄, 코번트리, 워릭, 바스, 브리스틀, 옥스퍼드, 노샘프턴 일대의 건물 스케치를 담고 있다. 다소 미숙한 이 그림들은 현재 영국 왕립 건축가 협회에서 보관 중이며 이전에 건축에 종사하지 않았던 혹스무어가 22세 무렵까지도 직업적 기술을 익혀가는 중이었다는 사실을 말해준다. 처음 도맡았던 일은 윈체스터 궁전의 측량 대리인이었다. 1684년 11월 윈체스터 궁전을 짓기 위한 벽돌공의 계약서에서 혹스무어의 서명이 발견된다. 1685년에 런던 화이트홀 지역에 위치한 렌의 사무실에서 하루에 2실링을 받으며 일했다.

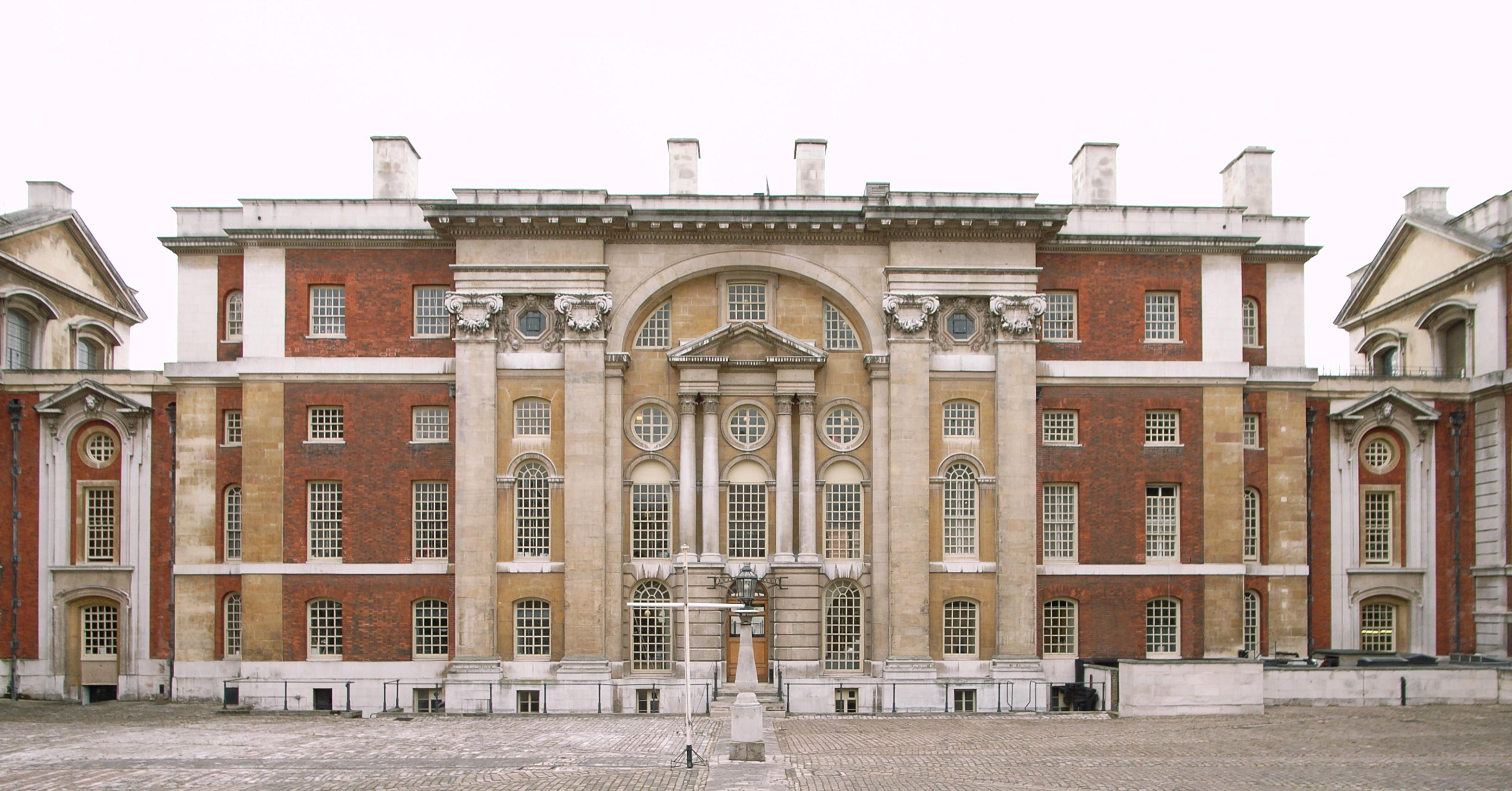
그리치니 병원의 킹 윌리엄스 블록

대략 1684년부터 1700년까지, 렌을 도와 첼시 병원, 세인트폴 대성당, 햄프턴코트궁, 그리니치 병원 설계에 기여했다. 렌의 영향력에 힘입은 혹스무어는 1689년 켄징턴궁 건축 사원(Clerk) 직함을, 1705년 그리니치 대리 측량관 직함을 부여받는다. 하지만 1718년 렌이 아마추어 측량관 윌리엄 벤슨에게 자리를 빼앗기면서 혹스무어 역시 벤슨의 형제에게 자리를 내주는 불행을 맞이한다. 이를 본 밴브루는 “불쌍한 혹스무어”라고 적었다. 1726년, 벤슨의 후임으로 일한 토마스 휴잇이 사망하고 나서야 본래의 측량 비서직을 되찾았으나 켄징턴궁 건축 사원직은 필트크로프트가 차지한 뒤였다. 1696년에 웨스트민스터 측량관으로 임명되었지만 위원회 출석에 소홀했다는 이유로 4년 만에 해임되고 만다.

### 중년의 혹스무어

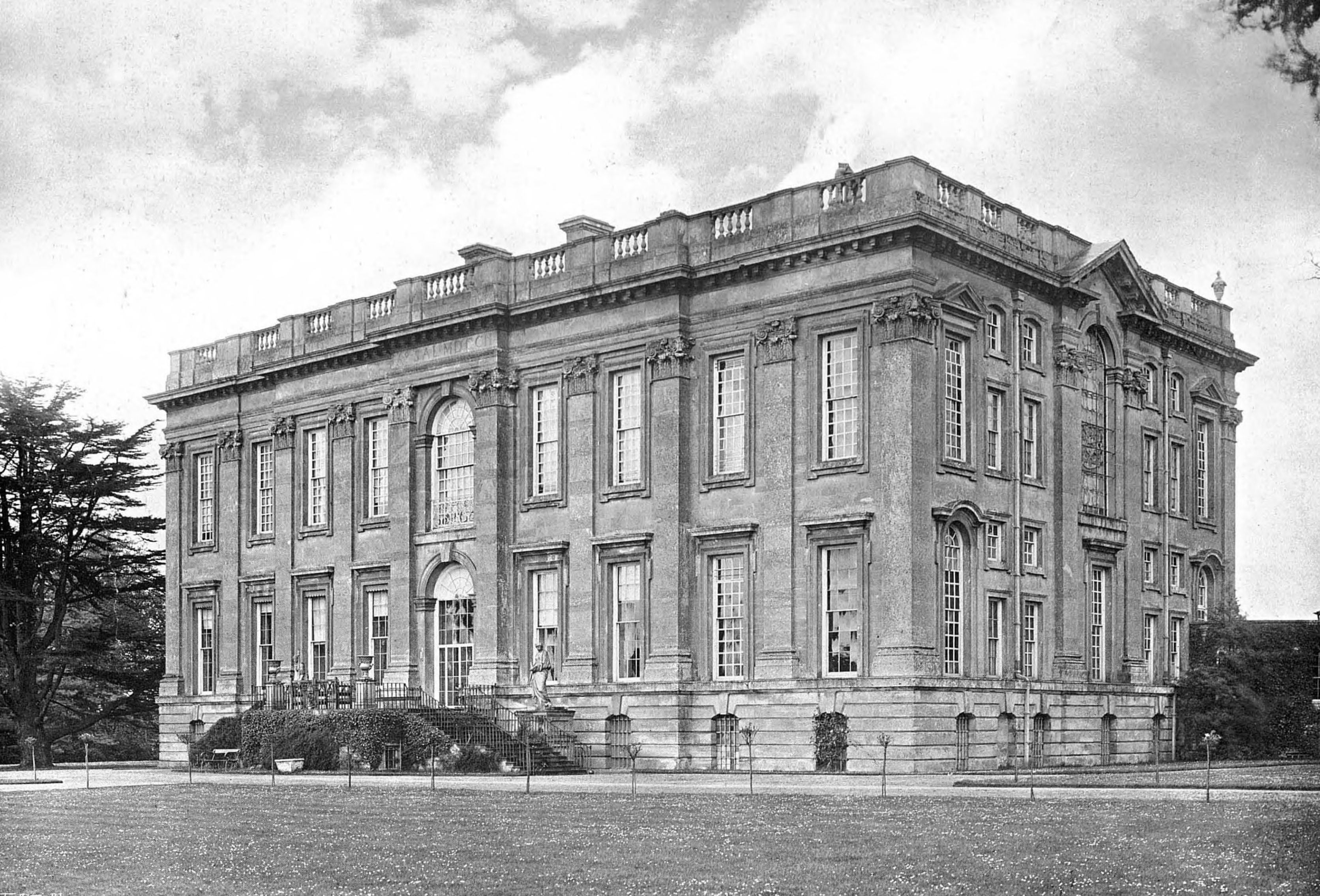
《잉글랜드의 주택 3권》에 등장하는 이스턴 네스턴의 북동쪽 입면

1702년, 노샘프턴셔의 윌리엄 퍼머 경을 위해 바로크식 저택인 이스턴 네스턴을 설계했다. 그의 손에서 보수•확장된 오컴 하우스(지금은 대부분 훼손됨)를 제외하면 혹스무어가 주도적으로 설계에 참여한 유일한 컨트리 하우스이다. 이스턴 네스턴은 원래 의도와 다르게 지어졌는데, 측면에서 대칭을 이루며 뻗어나오는 윙(Wing)과 입구 주변의 주랑은 끝내 실현되지 못했다.
이후 1705년부터, 하워드성 설계와 말버러 공작 부인의 의뢰로 바빠진 밴브루 경을 도와 말버러 공작 존 처칠의 블레넘궁을 설계했다. 1721년 7월, 밴브루의 보조 검사관으로 임명된다.
1700년 이후 혹스무어는 그의 건축에서 뚜렷한 개성을 일궈냈으며 이후 20년 동안 자신이 영국 바로크 건축의 대가임을 증명했다. 고전주의와 고딕 양식이 섞인 혹스무어의 바로크 건축은 고전 고대, 르네상스, 영국 중세 건축 그리고 이탈리아 바로크 양식에서 비롯되었다. 부와 거리가 멀었던 혹스무어는 같은 시대에 활동한 다른 건축가들처럼 이탈리아 건축을 접하는 그랜드 투어를 떠날 수 없었다. 대신에, 솔로몬 사원의 재건축이나 고대 로마 시대의 기념비 등을 다룬 판화를 보며 공부했다.

### 옥스퍼드와 케임브리지에서
50대에 접어든 혹스무어는 옥스퍼드 대학교와 케임브리지 대학교 건물을 설계하기 시작했다.

## 혹스무어의 여섯 런던 교회

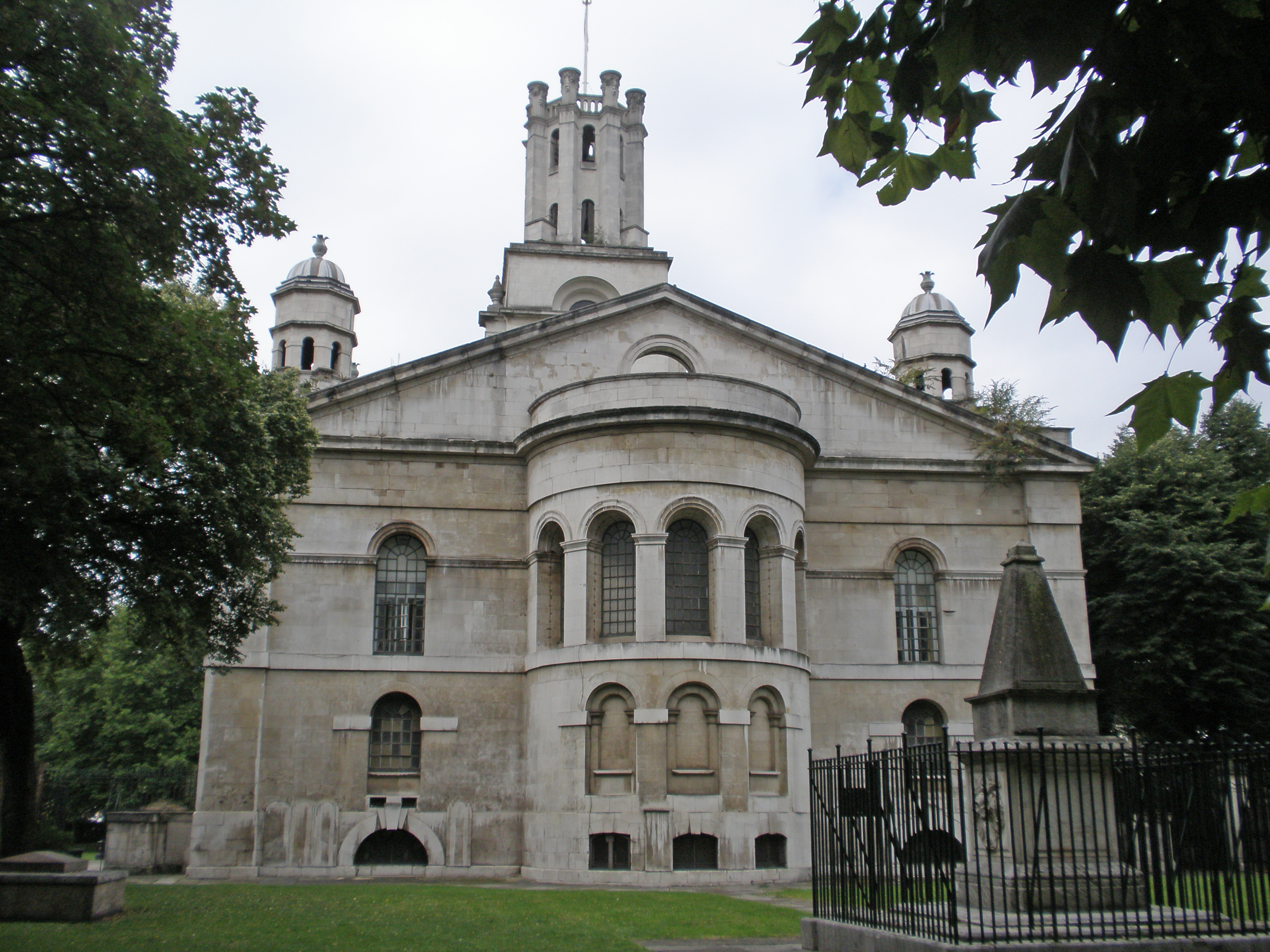
1729년 완공된 세인트조지 교회

1711년, 시티오브런던과 웨스트민스터 및 교외 지역에 50개의 새 교회를 짓는 계획안이 의회를 통과했다. 렌, 밴브루 그리고 토마스 아처와 몇몇 교인이 설계를 담당했으며 혹스무어와 윌리엄 디킨슨에게는 측량 임무가 주어졌다. 보조적인 역할의 두 건축가가 직접 교회를 설계할 수 있는 기회는 드물었다. 이후 디킨슨이 1713년 사임하고 대신 제임스 깁스가 빈자리에 들어왔다. 깁스 역시 1716년에 해고되었고 존 제임스로 대체된다. 제임스와 혹스무어는 건설 계획이 마무리되던 1733년까지 자리를 지켰다. 건설 과정에서 발생한 높은 지출과 식어버린 관심은 단 12곳의 교회만이 완공되는 결과를 낳았으며 이 중에서 6곳은 혹스무어가, 두 곳은 제임스와 혹스무어가 함께 설계했다. 협업으로 완성된 세인트루크 교회와 세인트존 교회의 특징적인 첨탑은 혹스무어의 영향력이 탑에 한정되었다는 것을 말해준다.
혹스무어가 설계한 여섯 곳의 교회는 그리니치의 세인트알페지 교회, 블룸즈버리의 세인트조지 교회, 스파이털필즈의 크라이스트 교회, 워핑의 동방 세인트조지 교회와 세인트메리 울노스 교회 그리고 라임하우스의 세인트앤 교회이다. 혹스무어를 대표하는 건물로 가장 많이 언급되며, 서로 복잡하게 관통하며 이어지는 내부 공간은 동시대 이탈리아 건축가 프렌체스코 포로미니의 작업과 비교되곤 한다. 또한 고딕 첨탑은 상상력이 발휘된 고전주의적 디테일을 보여준다. 혹스무어와 존 제임스는 1733년 일을 그만두었지만 “공을 들여 건설을 이끌고 끝마친” 공로를 인정받아 제임스가 사망할 때까지 보수를 지급받았다.
1723년 크리스토퍼 렌이 사망한 뒤, 혹스무어는 렌의 뒤를 이어 웨스트민스터 사원의 구조 측량사로 발탁되었다. 1698년 왕국 의회의 결정에 따라 사원의 수리와 완공을 위해 100파운드의 예산을 지원받았다. 웨스트민스터 사원의 서측 탑은 혹스무어가 설계했으나 살아생전 완공되는 모습을 보지 못하고 사망했다.

## 정원 건물과 기념물

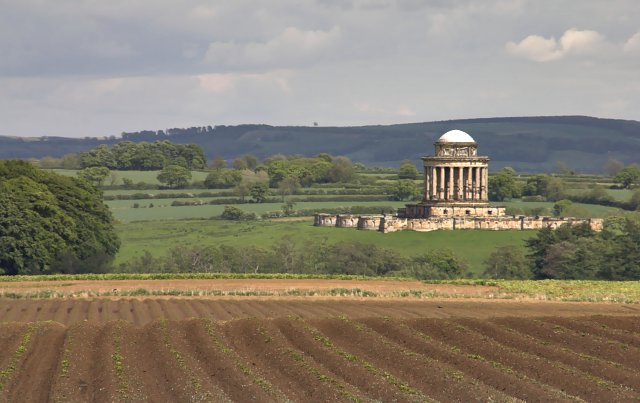
하워드성의 마우솔레움

혹스무어는 하워드성의 정원을 위한 구조물을 설계하기도 했다. 마우솔레움은 런던 교회당에 버금가는 크기로 지어졌으며 로마 제국이 패망한 뒤 서유럽에서 처음으로 세워진, 홀로 서있는 마우솔레움이다. 마지막으로 지어진 비너스의 신전은 파괴되어 남아있지 않다.
- 피라미드 (1728년)
- 마우솔레움 (1729년 ~ 1740년)[6]
- 캐리미어의 문 (1730년 추정)
- 비너스의 신전 (1731년 ~ 1735년)

1723년 블레넘궁에 완공된 우드스탁 게이트는 개선문의 형태를 띈다. 또한 리펀 시장에 세워진 24미터 높이의 오벨리스크를 설계하였는데 이는 브리튼 지역에 처음으로 지어진 대형 오벨리스크이다. 1702년 완공되었다.

## 사망과 부고
1736년 3월 25일 런던 밀뱅크의 자택에서 “복부 통풍”으로 사망했다. 20년 동안 건강 악화로 고생했으며 종종 침대에 틀어박혀 간신히 서명할 정도로 쇠약했다. 유서 내용대로 하트포드셔의 세인트보돌프 교회에 매장되었으나 훗날 교회가 없어지면서 사립 묘지로 이장되었다. 함께 일했던 석공이 제작한 비석에 적힌 내용은 다음과 같다.
P M S
L

Hic J[acet]

NICHOLAUS HAWKSMOOR Armr

ARCHITECTUS

obijt vicesimo quin[t]o die [Martii]

Anno Domini 1736

Aetatis 75

혹스무어는 엘리자베스라는 딸 한 명을 두었으며 엘리자베스와 결혼한 사위 나다니엘 블래커비가 부고문을 작성했다. 다음은 1736년 3월 27일, 한 주간지에 게재된 부고의 내용이다.
Thursday morning died, at this house on Mill-Bank, Westminster, in a very advanced age, the learned and ingenious Nicholas Hawksmoor, Esq, one of the greatest Architects this or the preceding Century has produc'd. His early skill in, and Genius for this noble science recommended him, when about 18 years of age, to the favour and esteem of his great master and predecessor, Sir Christopher Wren, under whom, during his life, and for himself since his death, he was concerned in the erecting more Publick Edifices, than any one life, among the moderns at least, can boast of. In King Charles II's reign, he was employ'd under Sir Christopher Wren, in the stately buildings at Winchester; as he was likewise in all the other publick structures, Palaces &c, erected by that great Man, under whom he was assisting, from the Beginning [factually wrong, Hawksmoor was 14 years old then] to the Finishing of that grand and noble Edifice the cathedral of St. Paul's, and of all the churches rebuilt after the Fire of London. At the building of Chelsea-College he was Deputy-Surveyor, and Clerk of Works, under Sir Christopher Wren. At Greenwich-Hospital he was, from the Beginning 'till a short time before his death, Clerk of Works. In the Reigns of King William and Queen Anne, he was Clerk of their Majesties Works at Kensington, and at Whitehall, St. Jame's and Westminster. In the reign of King George I, he was first Surveyor of all the new Churches, and Surveyor of Westminster-Abbey, from the death of Sir Christopher Wren. He was chiefly concern'd in designing and building a great number of magnificent Nobleman's Houses, and particularly (with Sir John Vanbrugh) those of Blenheim and Castle-Howard, at the latter of which he was at his Death, carrying on a Mausoleum in the most elegant and grand Stile, not to mention many others: But one of the most surprising of his undertakings, was the repairing of Beverley Minster, where the stone wall on the north-side was near three Foot out of the perpendicular, which he mov'd at once to its upright by means of a machine of his own invention. In short his numerous Publick Works at Oxford, perfected in his lifetime, and the design and model of Dr. Ratcliff's Library there, his design of a new Parliament-House, after the thought of Sir Christopher Wren; and, to mention no more, his noble Design for repairing the West-End of Westminster-Abbey, will all stand monuments to his great capacity, inexhaustible fancy, and solid judgement. He was perfectly skill'd in the History of Architecture, and could give exact account of all the famous buildings, both Antient and Modern, in every part of the world; to which his excellent memory, that never fail'd him to the very last, greatly contributed. Nor was architecture the only science he was master of. He was bred a scholar. and knew as well the learned as the modern tongues. He was a very skilful mathematician, geographer, and geometrician; and in drawing, which he practised to the last, though greatly afflicted with Chiragra, few excelled him. In his private life he was a tender husband, a loving father, a sincere friend, and a most agreeable companion; nor could the most poignant pains of Gout, which he for many years laboured under, ever ruffle or discompose his evenness of temper. And as his memory must always be dear to his Country, so the loss of so great and valuable man in sensibly, and in a more particular manner felt by those who had the pleasure of his personal acquaintance, and enjoy'd the happiness of his conversation.

## 현대 문학에서
혹스무어의 건축은 20세기 문인들에게 영향을 끼쳤다. 세인트메리 교회는 1922년 발표된 T. S. 엘리엇의 황무지에 언급된다.

### 참고 문헌
Barnes, Richard (2004). 《The Obelisk: A Monumental Feature in Britain》 (영어). Frontier. ISBN 978-1-872914-28-2.
Curl, James Stevens (1980). 《A Celebration of Death: An Introduction to Some of the Buildings, Monuments, and Settings of Funerary Architecture in the Western European Tradition》 (영어). Constable. ISBN 978-0-713-47336-0.
Downes, Kerry (1970). 《Hawksmoor》 (영어). 런던: Thames and Hudson. ISBN 0-500-20096-3.
Downes, Kerry (1979). 《Hawksmoor》. A. Zwemmer Ltd. ISBN 0-302-02783-1.
Hart, Vaughan (2002). 《Nicholas Hawksmoor: Rebuilding Ancient Wonders》 (영어). Yale University Press. ISBN 978-0-300-13540-4.